# Juszki (województwo pomorskie)

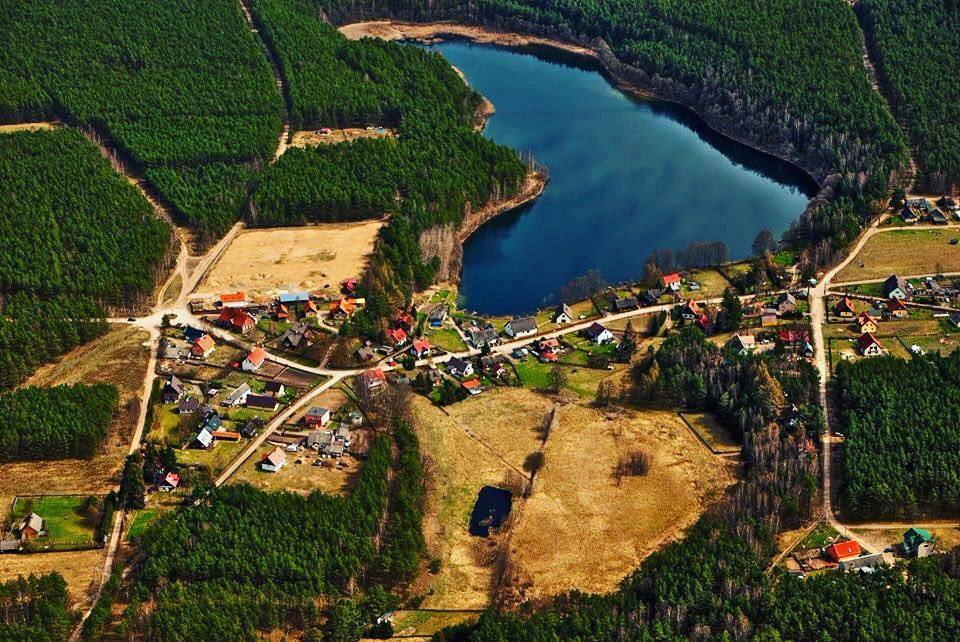
Juszki

Juszki (dodatkowa nazwa w j. kaszub. Juszczi; niem. Juschken) – wieś kaszubska w Polsce położona w województwie pomorskim, w powiecie kościerskim, w gminie Kościerzyna na terenie Wdzydzkiego Parku Krajobrazowego i nad jeziorem Mielistym.
W skład sołectwa Juszki (801,27 ha) wchodzi także miejscowość Dębrzyno. Wg danych z 30.06.2014, razem sołectwo zamieszkiwało 120 osób. Okoliczne lasy i liczne jeziora nadają Juszkom charakter oazy spokoju o szczególnych walorach rekreacyjno-turystycznych. Na południu znajduje się otoczone lasami jezioro Strupino. Juszki, dzięki swojej zabudowie z XIX i początku XX wieku jak również zachowanemu oryginalnemu porządkowi ruralistycznemu, uzyskały status zabytku architektonicznego. Miejscowość znajduje się na turystycznym  Szlaku Kamiennych Kręgów.
W latach 1975–1998 miejscowość administracyjnie należała do województwa gdańskiego.

## Zabytki
Według rejestru zabytków NID na listę zabytków wpisany jest zespół ruralistyczny wsi, nr rej.: 911 z 23.09.1986.